# Clemens Schneider
Clemens Schneider (* 3. Juni 1916 bei Idar-Oberstein; † 3. August 2002 in Bad Kreuznach) war ein deutscher Pädagoge, Schriftsteller und Heimatdichter.

## Leben
Clemens Josef Marcellus Schneider wurde 1916 im Forsthaus Winterhauch bei Mittelbollenbach in der Nähe von Idar-Oberstein geboren. Dreijährig kam er mit seiner Familie nach Bad Kreuznach. Väterlicherseits entstammte er einer Försterfamilie aus Löwenberg in Schlesien, mütterlicherseits der Familie Euler aus Bretzenheim. Schneider verbrachte seine Kindheit und Jugend im Rittergut Bangert in Bad Kreuznach, wo sein Vater eine Förster-/Jägerstelle innehatte. Er besuchte in Bad Kreuznach die Volksschule und das Gymnasium. Er war Mitglied des überpfarrlichen katholischen Jugendverbandes Bund Neudeutschland und leitete die Bad Kreuznacher Ortsgruppe von 1933 bis 1936. Nach dem Abitur (1936) und einjährigem Arbeitsdienst (1937) begann er ein Theologiestudium mit dem Ziel, Missionar zu werden. Er fand Aufnahme in dem ein Jahr zuvor eröffneten Kloster Banz, das Sitz der Kongregation Gemeinschaft von den heiligen Engeln, des Missionsbischofs Franz-Yaver Geyer war. Nach sechs Semestern Philosophie und Theologie wurde er am 1. Oktober 1940 Soldat. Nach drei teilweise schweren Verwundungen geriet er am 29. April 1945 als Oberleutnant bis November 1945 in englische Kriegsgefangenschaft.
Nach dem Krieg studierte Schneider in Tübingen Deutsch, Geschichte und Französisch. Nach seiner Heirat mit Liselotte Maria Klara Heyden (* 21. Februar 1921; † 25. Mai 2011) und Geburt von drei Kindern Stephan Christoph Peter (* 1. Mai 1948), Bruno Walter (* 23. Dezember 1951), Christa Maria (* 21. Mai 1954) unterrichtete er von 1955 bis 1959 an der noch im Aufbau befindlichen Deutschen Auslandsschule in Den Haag und hatte Schulleiter-Funktionen inne. Von 1960 bis 1966 war er als stellvertretender Direktor an der Europaschule in Varese tätig. Auf Wunsch des Katholischen Auslandssekretariats, einer Dienststelle der Deutschen Bischofskonferenz in Bonn, war er 1957 in Den Haag und 1962 in Varese an der Gründung "Gemeinden deutscher Zunge" beteiligt. Seine dritte Auslandstätigkeit führte die Familie von 1970 bis 1973 nach Österreich, wo Schneider aufgrund seiner Auslandserfahrung in Feldkirch am Jesuitenkolleg Stella Matutina eine Europakompatibiltät für ausländische Schüler aufbauen sollte. Danach war er bis 1981 als Studiendirektor wieder in Bad Kreuznach am Lina-Hilger-Gymnasium tätig.

## Tätigkeit als Schriftsteller
Nach der Pensionierung widmete er sich schriftstellerischen Tätigkeiten. Er verfasste Kirchenführer für die St.-Nikolaus-Kirche und Heilig-Kreuz-Kirche in Bad Kreuznach und betrieb Studien zur Geschichte der örtlichen Kolpingfamilie und zu Aspekten der deutschen Verirrungen durch den Nationalsozialismus. Sein Engagement für die Städtepartnerschaften mit Bourg-en-Bresse und mit Neuruppin fand ebenfalls Niederschlag in Schriften. Die italienische Kultur, die ihn durch sein erstes Auslandsengagement (1960–66) geprägt hatte, lebte in seinen „Canzoni - ponti dei popoli“ wieder auf. Zahlreiche von ihm verfasste Theaterstücke zur Stadtgeschichte von Bad Kreuznach wurden von der Theatergruppe der Volkshochschule aufgeführt. Systematisch untersuchte er die Mundart und verfasste mundartliche Lieder und Gedichte sowie eine Grammatik, zum Teil in humorvoller oder kindgerechter Diktion. Einige seiner Bühnenstücke kamen u. a. in Köln, Berlin, Leipzig und Verona zur Aufführung und wurden im Südwest-Rundfunk ausgestrahlt.

## Ehrungen
- 1980 wurde ihm der „Schambes-Klappergässer-Preis“ des Oeffentlichen Anzeigers, Bad Kreuznach, verliehen.
- 2001 verlieh ihm die Stadt Bad Kreuznach die erstmals vergebene Ehrenmedaille „für langjähriges, selbstloses Wirken ohne jegliches Entgelt zum Wohle der Gemeinschaft“. Dies war mit einem Eintrag in das „Eiserne Buch“ der Stadt Bad Kreuznach verbunden.

## Werke in Auswahl
- Nahelandkalender Bad Kreuznach
  - Naheländische Erinnerungen an Bischof Dr. Franz Rudolf Bornewasser. 1953.
  - Die Kolpingfamilie – 125 Jahre in Bad Kreuznach. 1985.
  - De Jümmelaasche-Song. (Mundart) 1988.
  - Mutterliebe unterm Hakenkreuz in Bad Kreuznach. 1992.
  - Mudderschbraach un Vadderland. (Gedicht) 1993
  - Bad Kreuznach – 175 Jahre –Kur- und Badestadt. 1994.
  - De Generazjionsvertraach. (Erzählung) 1995
  - Heinrich Heine im „Dritten Reich“. 1999.
  - Seelsorge im letzten Krieg. 2000.
  - Das Stegreifspiel und die Jugendbewegung. 2002.

- Heimatblätter Bad Kreuznach
  - Erinnerungen an den verehrten Erzieher Dr. Karl Geib. 1954.
  - Als Loren durchs Rittergut rollten: Der Gutshof Bangert um 1920. 1986.
  - Mundart lebt aus spontanem Gebrauch: Sprechweise von Ort zu Ort verschieden – Spiegel der geschichtlichen Entwicklung an der Nahe. 1988.
  - Nicht nur die Uhren schlagen gleich: Geschichtliche Parallelen bei der Stadtentwicklung von Bad Kreuznach und Bourg-en-Bresse im 13. Jh. 1989.
  - Warum babbele merr so, wi mer bawwele? : Bemerkungen zur Kreuznacher Stadtsprache, in der sich die wechselvolle Geschichte spiegelt. 1990.
  - Der Zwangsverkauf der „Concordia“ 1941: Dokumentation nationalsozialistischer Kommunalpolitik in Bad Kreuznach. 1991.
  - Karl Geib und das NS-Regime: Erinnerungen an einen Besuch im Bad Kreuznacher Heimatmuseum im Jahre 1944. 1992.
  - Des Revierförsters Holzeinschlagbuch: Der Bad Kreuznacher Hardtwald im letzten Jahrhundert. 1995.

- Sonstige Schriften – teilweise verarbeitet für Theaterstücke
  - Kaiser Wilhelm II im Exil – Direktor Schneider berichtet aus der Deutschen Schule in Den Haag. In: Allgemeiner Anzeiger. (Rhein Main Presse), 21. November 1958.
  - Ein Schulsystem aus europäischem Geist – Von Eltern in Luxemburg gegründet, hat es sich inzwischen bewährt. In: Allgemeiner Anzeiger. (Rhein Main Presse), 21./22. Juli 1962.
  - Die Schulen Europas und die Europäischen Schulen. In: Allgemeiner Anzeiger. (Rhein Main Presse), 20. März 1966.
  - Kann Europa in den Schulen vorbereitet werden? In: Rheinischer Merkur. 19. März 1966.
  - Heilig Kreuz in Bad Kreuznach: Entstehung und Baugeschichte. (Hrsg.: Kath. Pfarramt Hl. Kreuz Bad Kreuznach) 1974.
  - E Schbraachfihrer uff Kreiznacherisch: mit e bissje Grammadisch for neie un richdische Leit vun hiwwe un driwwe vun de Noh. Selbstverlag, 1981.
  - St. Nikolaus Bad Kreuznach (Führer, Kreuzreliquiar). Bad Kreuznach Druckerei Raab (Hrsg.: Kath. Pfarrgemeinde Sankt Nikolaus Bad Kreuznach) 1983.
  - 125 Jahre Kolpingsfamilie Bad Kreuznach: 1859–1984. (Hrsg.: Kolpingsfamilie Bad Kreuznach) 1984.
  - Der fröhliche Grundkurs „Kreiznacherisch“. Fr. Fiedler, Bad Kreuznach 1988, ISBN 3-924824-61-4.
  - Gegen den Strom: Die Jugendgruppe St. Wolfgang, Bad Kreuznach 1933–1936. 1990.
  - Hans Forster, Toni Thurnreiter (Hrsg.): Das Spiel vom geschichtlichen Entstehen der Stadt Kreuznach 1241–1290. (= Landeskunde und Unterricht. 10). Institut für Lehrerfortbildung, 1990.
  - Jugendgruppe im Schutz der Heilig-Kreuz-Kirche (1997). In: Heilig-Kreuz-Kirche Bad Kreuznach. (Hrsg.: Kath. Pfarramt Heilig-Kreuz, Wilhelmstraße 37, 55543 Bad Kreuznach), 1997.
  - Die Ökumene in Bad Kreuznach 1968-1996 (1997). In: Heilig-Kreuz-Kirche Bad Kreuznach. (Hrsg.: Kath. Pfarramt Heilig-Kreuz, Wilhelmstraße 37, 55543 Bad Kreuznach), 1997.
  - Bolivienhilfe konkret - mit Noten gegen Nöte (1997). In: Heilig-Kreuz-Kirche Bad Kreuznach. (Hrsg.: Kath. Pfarramt Heilig-Kreuz, Wilhelmstraße 37, 55543 Bad Kreuznach), 1997.
  - Der erste und der letzte Tag der Civitas Crucenacha (und 5 Jahre danach): Parabel in 5 Akten. (ohne Jahresangabe)
  - Der Kreuznacher Mosaikboden. (ohne Jahresangabe) ISBN 3-935516-02-9.
  - Der Heilige Nikolaus in der Pfarrkirche St. Nikolaus. (ohne Jahresangabe) ISBN 3-9805511-7-2.
  - Die Leiche am Rotenfels. (1983). In: Mord in unruhigen Zeiten. Zwei Kreuznacher Krimis aus der Vergangenheit. (Hrsg.: Christa Quitzau-Schneider), 2014, ISBN 978-3-7322-9077-2.

- Theaterstücke
  - Das Spiel vom Geschichtlichen Entstehen der Stadt Creuznach 1241–1290. 1990.
  - Der neue Jedermann: Eine Legende. (Ersttitel: „Totentanz“). (1991), Aufführungen in Köln, Düren, Meddersheim, Niederhausen, Bad Kreuznach: Fr. Fiedler, ISBN 3-924824-91-6.
  - Die verlorene Tochter. (1997). Aufführung in der Pauluskirche, Bad Kreuznach, in Leipzig in zwei Stadtteilen am Kirchentag und in Berlin (Theater in der Kirche).
  - Vier Götter steigen aus. Eine lokale Posse. (2009). Aufführung in der Loge im Haus des Gastes, Bad Kreuznach.
  - Nachbar Faustus. (2000). Aufführung in der Kirchsteinanalage im Kurpark, Bad Kreuznach und als SWR-Sendung